# Че Сон Бе
Че Сон Бе (кор. 채성배; 16 грудня 1968) — південнокорейський боксер, призер чемпіонату світу і чемпіон Азії та Азійських ігор.

## Аматорська кар'єра
1990 року, здобувши дві перемоги, став чемпіоном Азійських ігор.
На чемпіонаті Азії 1991 став чемпіоном.
На чемпіонаті світу 1991 завоював бронзову медаль.
- В 1/8 фіналу переміг Євгена Судакова (СРСР) — 15-14
- В чвертьфіналі переміг Берта Тойхерта (Німеччина) — 23-16
- В півфіналі програв Арнольду Вандерліде (Нідерланди) — RSC 3

На чемпіонаті Азії 1992 переміг двох суперників і став чемпіоном.
На Олімпійських іграх 1992 програв Арнольду Вандерліде (Нідерланди) — 13-14.